# Liebig (marque)
Liebig est une marque française spécialisée dans la fabrication de soupes appartenant au groupe espagnol GBfoods.

## Historique

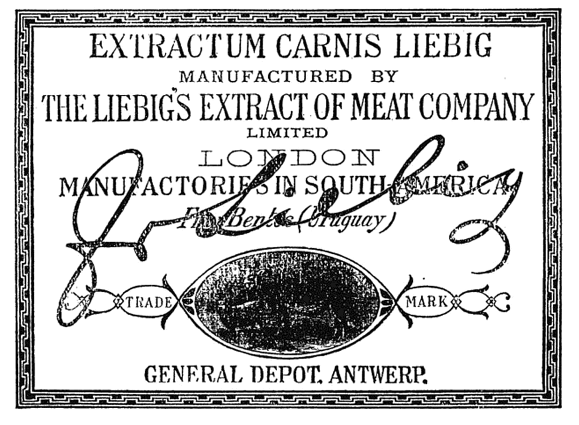
Certificat d'authenticité apposé sur les produits Liebig, portant la signature du fondateur, afin de lutter contre les imitations (Londres, 1876).

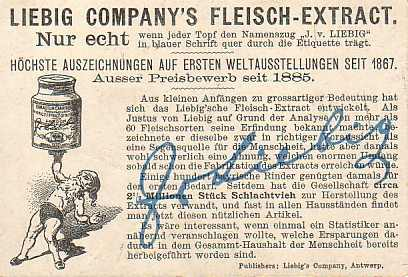
Etiquette de boîte Liebig allemande datant de 1885.

Affiche française lithographiée montrant des pots Liebig libellés en anglais (1890).

L'origine de la marque Liebig remonte à 1847, quand le chimiste allemand Justus von Liebig invente un procédé d'extrait de viande alimentaire (extractum carnis Liebig), procédé qu'il dépose. 
Associé à l'ingénieur belge George Christian Giebert qui avait lancé la Societé de Fray Bentos Giebert & Cie — exploitant ainsi les cheptels bovins d'Uruguay et d'Argentine —, il fonde le 4 décembre 1865 la Liebig's Extract of Meat Company (LEMCO) qui entre à la bourse de Londres. Cette société britannique, véritable multinationale, vise les marchés européen et américain.
En 1875, l'usine de Fray Bentos produit 500 tonnes d'extraits de viande. En 1881, sort de ces mêmes usines le Fray Bentos Compressed Cooked Corned Beef, premier du genre. La direction générale et le centre de distribution se trouvent dans le port d'Anvers.
En 1899, Liebig contribue au lancement du produit OXO, vendu sous la forme de bouillon cube à partir de 1911. Équivalent à l'OXO, le Viandox est lancé au début des années 1920 en France par la filiale française de la LEMCO, la Compagnie française des produits Liebig (Aubervilliers-La Courneuve). Il se présentait sous forme soluble ou liquide.
En 1924, la LEMCO est rachetée par le Vestey Group, l'entité est alors renommée Frigorífico Anglo del Uruguay.
Dans les années 1950, les « cubes Liebig » de concentré de viande sont vendus en France et en Belgique.
En 1968, Liebig fusionne avec Brooke Bond ; en 1984, le groupe alimentaire anglo-néerlandais Unilever acquiert Brooke Bond Liebig.
En 1983, la partie française de Liebig est adossée à Maille (rachetée à la Générale Occidentale en 1980), au sein de SLM (Segma Liebig Maille),
En 1996, une restructuration interne à Danone rapproche SMA et Amora sous l’appellation LMA. En 1997, Danone se sépare de sa branche épicerie et vend Liebig à Campbell, et Amora-Maille à Paribas Affaires Industrielles.
En 2013, Liebig est racheté par CVC Capital Partners à Campbell Soup Group pour un montant de 400 millions d'euros.
En 2019, CVC Capital Partners revend Continental Foods au groupe espagnol GBfoods.

## Site industriel
Liebig possède une unique usine, en France, au Pontet, qui emploie 104 salariés.